# Gabrielle Manglou
Pour les articles homonymes, voir Manglou.
Gabrielle Manglou née le 17 décembre 1971 à Saint-Denis de La Réunion, est une artiste française. Depuis 2020, elle vit et travaille à Locmiquélic.

## Biographie
Gabrielle Manglou est née à La Réunion. Elle est diplômée de l'école supérieure des beaux-arts de Montpellier et de celle de Marseille.  En 2020, à la suite d'une résidence à La Criée de Rennes et au Musée national de la Marine de Port-Louis, elle s'installe à Locmiquélic dans le Morbihan.
Elle fait le constat que la Réunion a livré trop peu de vestiges archéologiques pour écrire l'histoire de l'île. Alors, elle en fabrique pour pouvoir raconter des histoires et construire une histoire fictive de l'île. Elle s'inspire de l'imaginaire créole. Elle assemble collages, archives, dessins, sculptures, objets.
Avec la série Bagatelles qu'elle commence de 2023, elle construit des phrases sous forme de rébus. Pour cela, elle réutilise des œuvres existantes auxquelles elles ajoute de nouvelles créations.

## Expositions
- Centre Culturel Français de Pointe-Noire, Congo, 2010[5]
- Les petites parures du dedans sortent le soir, Fresque, TEAT, La Réunion, 2012
- Soulever des montagnes et les montrer du doigt, Musée Léon-Dierx, La Réunion, 2012
- D’où, Galerie La Ligne, La Réunion, 2015
- Ton briquet sur mon épaule, La tête dans les étoiles, La Réunion, 2016
- Placebo, Hypothèse de l’objet en creux, Archives Départementales, La Réunion, 2018
- Amarrer à l'ombre, Musée national de la Marine, Citadelle de Port-Louis, Port-Louis, 2020[6]
- Delicatolitho, CAP de Saint-Fons, Lyon, 2021
- Les enfants-paysages, La Criée, Rennes, 2024[7]

## Prix et distinctions
- Prix Nouveau Regard, Aware, 2025[8]